# 小行星9470
小行星9470（英語：9470 Jussieu）是一颗围绕太阳公转的小行星。1998年7月26日，天文学家艾瑞克·怀特·埃尔斯特在拉西拉天文台发现了此天体。
这颗小行星的绝对星等为175.087285017573等。